# Jared O'Mara
Jared Cain O'Mara (né le 15 novembre 1981) est un homme politique britannique qui est député de Sheffield Hallam de 2017 à 2019. Élu comme travailliste, il quitte le parti en octobre 2017 et siège en tant qu'indépendant.
En rejoignant le Parlement, O'Mara devient membre du comité restreint des femmes et de l'égalité, mais en démissionne en octobre 2017, après la publication de commentaires offensants sur les femmes et les hommes homosexuels qu'il a faits en 2009 et avant. Il est suspendu du Parti travailliste en octobre à la suite de nouvelles informations sur des commentaires en ligne faits avant son élection et décrits comme racistes, homophobes et misogynes.

## Jeunesse et éducation
O'Mara est né à Sheffield le 15 novembre 1981 . Il fait ses études à l'école Tapton, dans la banlieue de Crosspool  et est diplômé de l'Université du Staffordshire avec un baccalauréat spécialisé en journalisme. Avant d'entrer en politique, il est gouverneur d'une école locale et s'est porté volontaire pour des services d'information sur les personnes handicapées et des organismes de bienfaisance basés à Sheffield . Avec des amis, il dirigeait West Street Live, un bar et une salle de concert à Sheffield.

## Carrière parlementaire
Avant d'être élu, O'Mara s'est présenté comme candidat travailliste à diverses élections du conseil de Sheffield ,,,. Il soutient l'élection de Jeremy Corbyn à la tête du Parti travailliste en 2015 et 2016 . Lors des élections générales de 2017, O'Mara est sélectionné pour la circonscription de Sheffield Hallam dans le cadre d'un processus de sélection d'urgence pour les élections anticipées sous le contrôle du Comité exécutif national et des conseils régionaux, plutôt que par le parti de la circonscription locale. Le siège était occupé par l'ancien leader libéral-démocrate et vice-premier ministre Nick Clegg.
La campagne d'O'Mara se concentre sur les droits des personnes handicapées, la protection des services publics et sur ses antécédents personnels à Sheffield . Partisan de Momentum, O'Mara est soutenu par eux pendant la campagne électorale . Il remporte le siège avec une majorité de 2 125 voix, renversant la précédente majorité de Clegg de 2 353 voix. Le résultat est considéré comme l'un des changements de siège les plus importants et une surprise . 

### Suspension du parti
O'Mara est membre du comité restreint des femmes et de l'égalité en septembre 2017 . Cependant, une série de commentaires en ligne misogynes et homophobes publiés par O'Mara plus d'une décennie avant qu'il ne devienne député sont révélés par le site Guido Fawkes le 23 octobre 2017 . O'Mara s'est excusé « si ses commentaires offensaient » et démissionne du comité restreint des femmes et de l'égalité. Dans un discours ultérieur, O'Mara déclare que les mots homophobes qu'il a utilisés faisaient partie d'un disque d'Eminem qu'il écoutait à l'époque .
Le lendemain, O'Mara est accusé par Sophie Evans, une employée du bar de Sheffield qu'il a rencontrée via une application de rencontres en ligne, sur le Daily Politics de BBC Two d'avoir « lancé des insultes transphobes » à son encontre en mars 2017, et d'avoir dit dans le même incident qu'elle était une « chienne laide » ,. O'Mara a nié l'allégation . Le même jour, il est également apparu qu'il avait publié des commentaires désobligeants sur les enfants de Sheffield et semblait préconiser les châtiments corporels pour traiter les jeunes délinquants . À la suite de cela, le Parti travailliste annonce une enquête sur la conduite d'O'Mara.
D'autres révélations sont rendues publiques le 25 octobre 2017 et entraînent la suspension d'O'Mara du Parti travailliste et donc son départ du groupe à la chambre des Communes. Après la suspension ne s'est plus exprimé publiquement pendant quelques mois .
Le 3 juillet 2018, O'Mara est réadmis au Parti travailliste, à la suite d'un examen par son comité des différends du Comité exécutif national. Il reçoit un avertissement formel avec une exigence obligatoire d'assister à une formation, plutôt que de renvoyer la question au Comité constitutionnel national qui a le pouvoir d'expulser les membres . 
Le 12 juillet 2018, O'Mara annonce sa démission du Parti travailliste, déclarant qu'il n'a "pas été écouté ni fait l'objet d'une enquête équitable" après sa suspension, et que le parti "ne partage plus [son] engagement envers la véritable définition de l'égalité et de la compassion". 
En juillet 2019, O'Mara déclare qu'il se représenterait aux élections générales. Il est remplacé comme député de Sheffield Hallam par Olivia Blake, la candidate du Parti travailliste .